# O2 Arena (Prag)
Die O2 Arena ist eine Mehrzweckhalle im Stadtteil Libeň der tschechischen Hauptstadt Prag. Sie wurde für die Eishockey-Weltmeisterschaft 2004 gebaut. Die Halle liegt nordöstlich des Stadtzentrums im Verwaltungsbezirk Prag 9. In der Nähe der Halle befindet sich die Metrostation Českomoravská der Linie B. Sie bietet 17.000 Zuschauern Platz, bei Konzerten sind es bis zu 18.000 Plätze. Der Hauptnutzer der Halle ist seit der Saison 2015/16 der Eishockeyclub HC Sparta Prag. Zuvor war es der, 2015 aus der höchsten tschechischen Spielklasse abgestiegene, Stadtrivale HC Slavia Prag.

## Geschichte
Obwohl der Tschechische Eishockeyverband und die Stadt Prag schon seit einiger Zeit die Idee hatten, eine große Halle für sportliche und kulturelle Veranstaltungen in der Hauptstadt zu errichten, bot erst die Eishockey-Weltmeisterschaft der Herren 2004 die Gelegenheit zur Verwirklichung dieser Pläne. Die Grundsteinlegung war im September 2002, im Jahr 2004 wurde der Bau fertiggestellt.

## Name
Von der Eröffnung am 24. März 2004 bis zum 29. Februar 2008 trug die Halle die Bezeichnung Sazka Arena, nach einem Rebranding zum 1. März 2008 heißt sie offiziell O2 Arena, nachdem die Telefongesellschaft Telefónica O2 Czech Republic, Teil der Telefónica-Europe-Gruppe, Namenssponsor wurde. Im Dezember 2024 wurde der Vertrag bis mindestens 2029 verlängert.

## Galerie

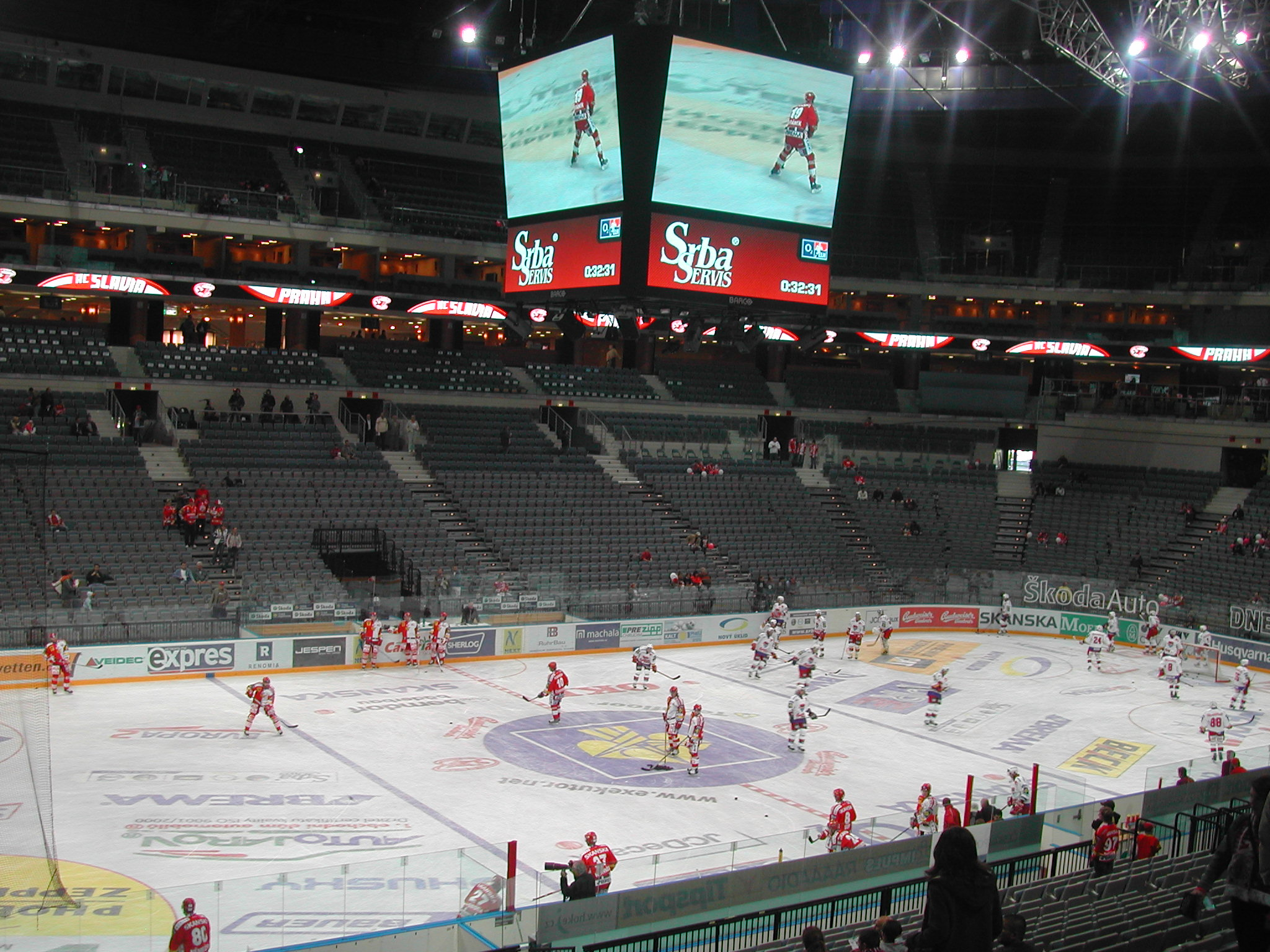
Eishockeyspiel zwischen dem HC Slavia Prag und dem HC Mountfield am 12. September 2007
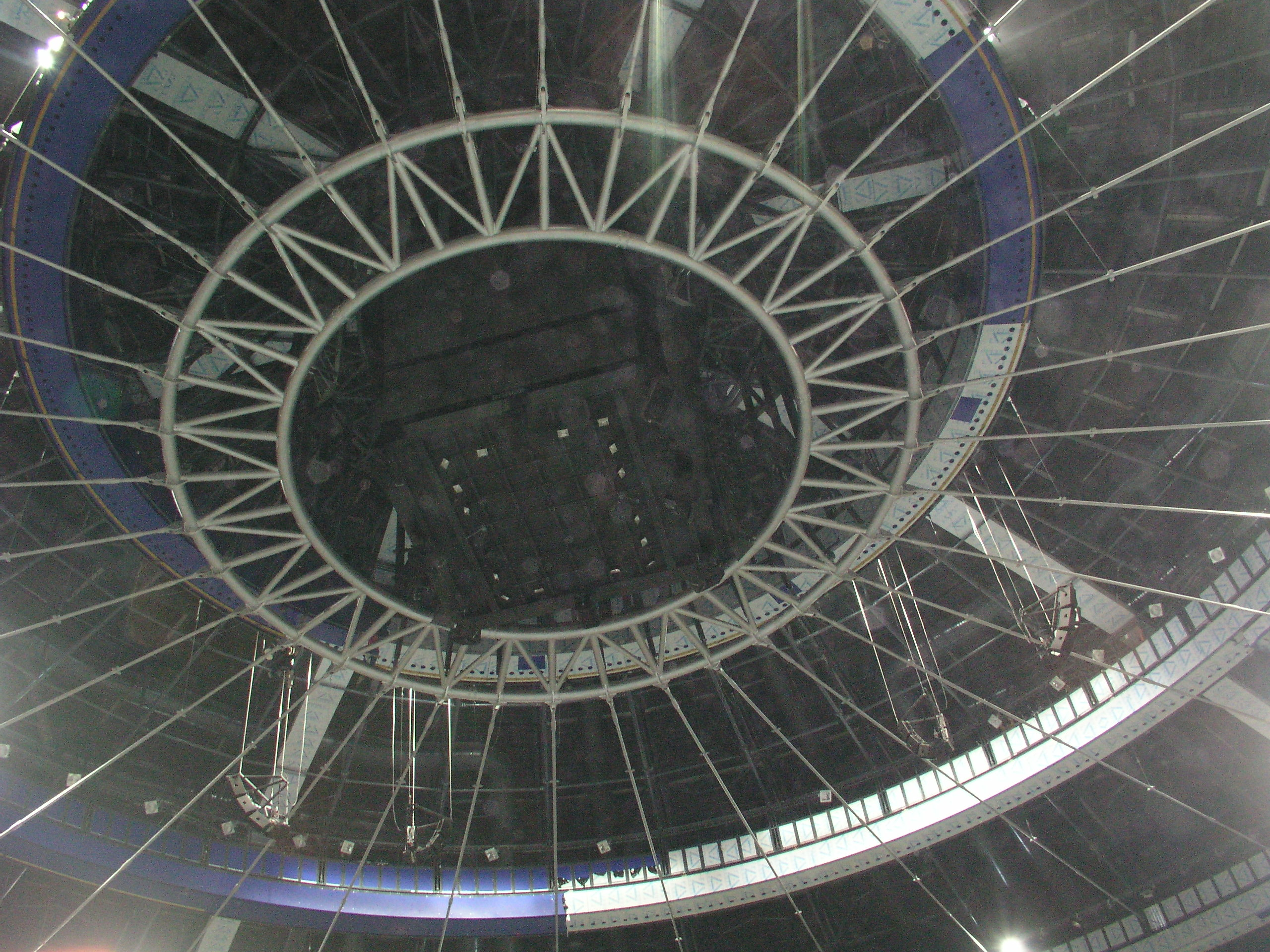
Blick unter die Hallendecke (2004)
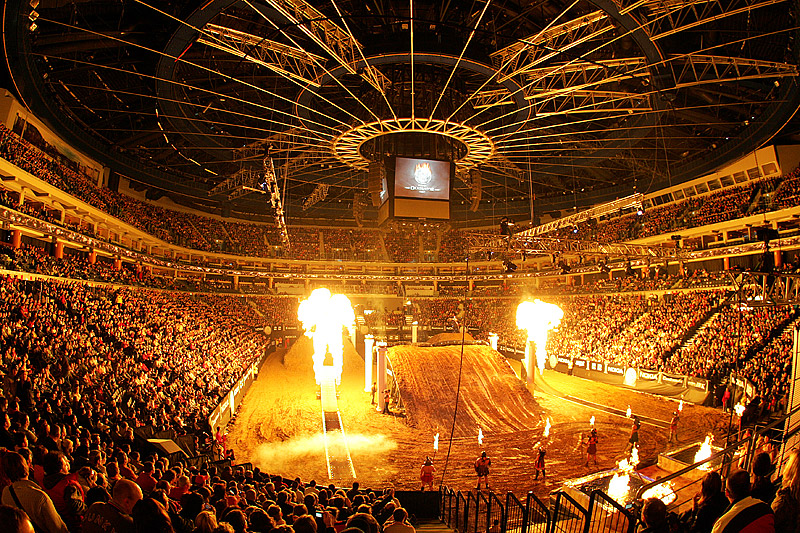
Motorradshow (2007)
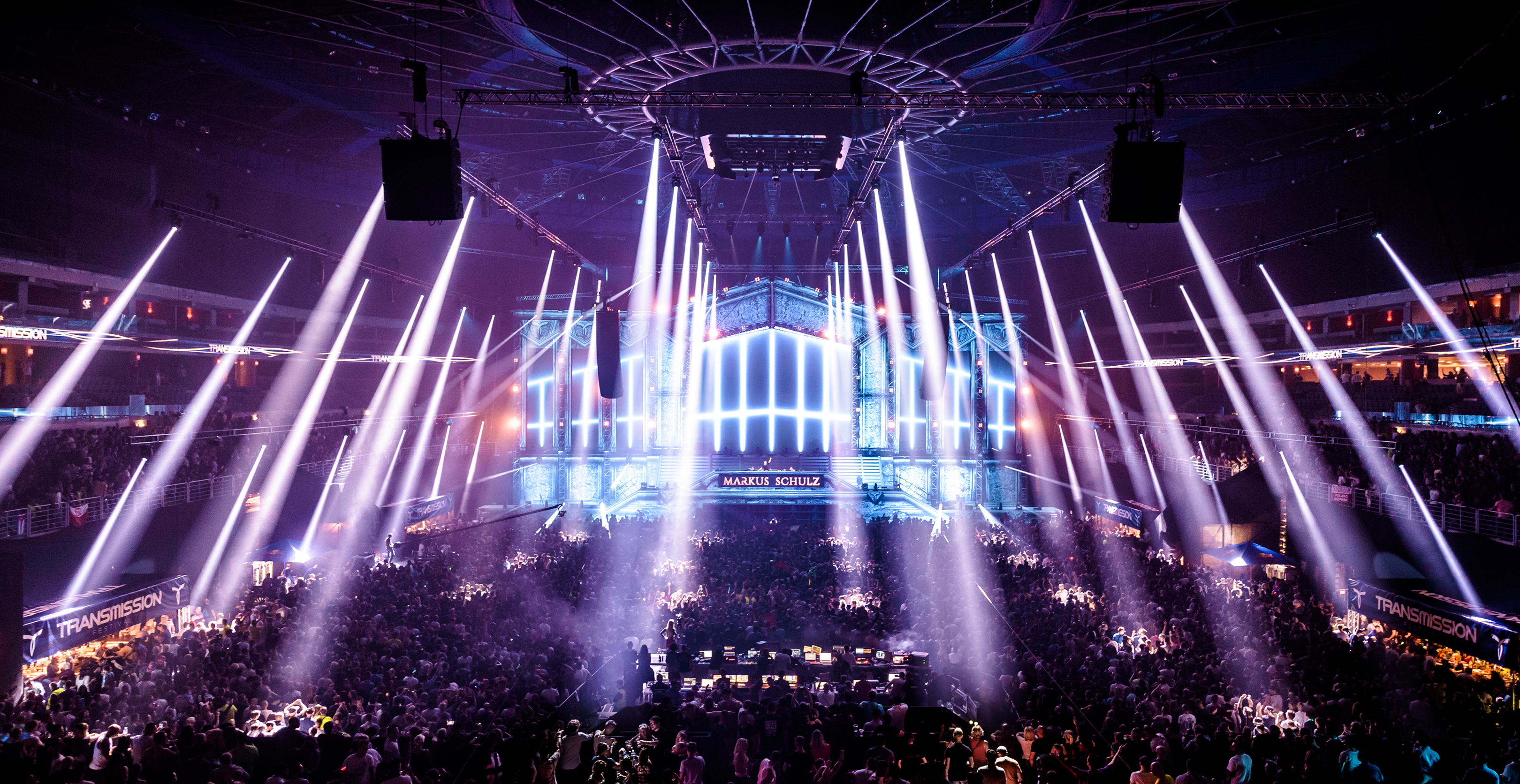
Musikfestival (2016)
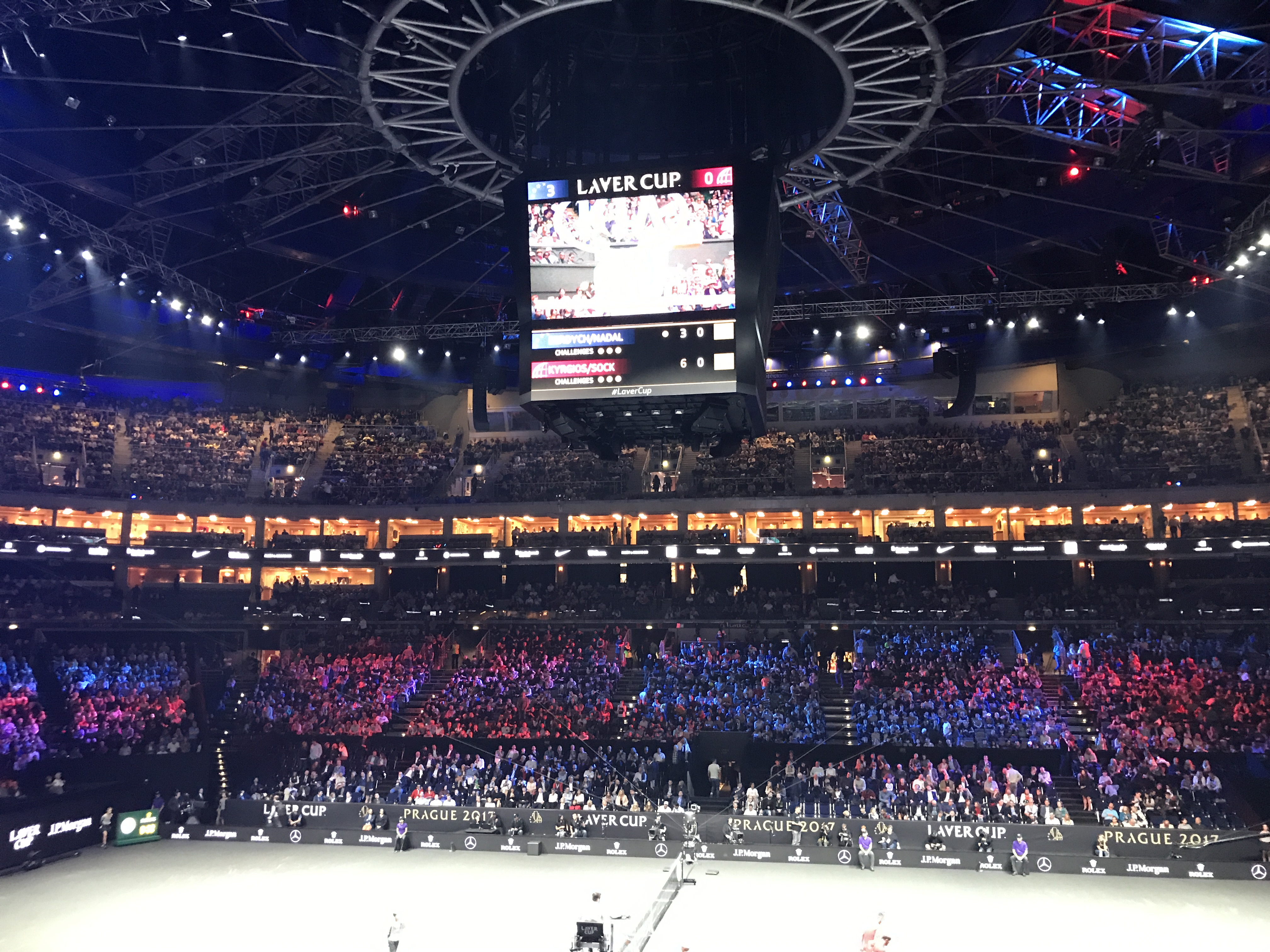
Der Laver Cup 2017 in der O2 Arena